# Ilex polarica
Ilex polarica (лат.) — вид ископаемых падубов, известный из отложений палеоценовой эпохи палеогенового периода. Произрастал на территории Гренландии.

## Этимология
Родовое название основано на латинском названии дуба каменного (Quercus ilex). Видовой эпитет указывает на то, что вид был распространён в полярном регионе.

## История изучения
Отпечатки листьев известны из формации Атаникердлук, располагающейся в Гренландии.
В 1869 году швейцарский геолог, палеоботаник, ботаник и энтомолог Освальд фон Хеер, ставший одним из основателем палеоботаники, описал новый вид, который он назвал Ilex macrophylla.
Исследование русского ботаника-систематика Александра Борисовича Доуэльда, опубликованное в 2019 году, показало, что ещё в 1826/1827 году немецко-голландский ботаник и миколог Карл Людвиг Риттер фон Блюме описал вид падубов, для которого использовалось в точности такое же название. В своей работе Доуэльд изменил название вида на Ilex polarica.
Голотип вида Доуэльду обнаружить не удалось.